# نهاية الأرب في فنون الأدب
نِهاية الأَرَب في فُنُون الأَدَب هو موسوعة أدبية أنجزها المؤرخ المصري شهاب الدين النويري قبل عام 721 هـ. جمع فيه النويري خلاصة التراث العربي في شقَّيه، الأدب والتاريخ، ويقع الكتاب في ثلاث وثلاثين مجلدة تضم نيفًا وأربعة آلاف وأربعمائة صفحة، وكان كما ذكر ابن كثير ينسخه بيده ويبيع منه النسخة بألف درهم. وقد ضاع الكتاب في القرون الأخيرة، حتى عثر أحمد زكي باشا على نسخة منه في إحدى مكتبات الآستانة، فنقل منه صورة شمسية وحملها إلى القاهرة، وتألفت لجنة لتحقيقه وطباعته، فرغت من طباعة المجلد الأول منه عام 1920 وفرغت من طباعة الجزء قبل الأخير عام 1992 وتأتي قيمة الكتاب في أنه نموذج فذ لترتيب التراث الأدبي، وخاصة في أجزائه الاثنتي عشرة الأولى، وما بعد ذلك يبدأ قسم التاريخ فيستوعب بقية أجزاء الكتاب الثلاثين، ومنها الأجزاء (16 و17 و18) في السيرة النبوية، وقد لخص النويري في كتابه حوالي ثلاثين كتابًا من كتب الأدب كالأغاني وفقه اللغة ومجمع الأمثال ومباهج الفكر وذم الهوى، ونجد ملخص الأغاني كاملًا في الجزء الرابع والخامس من الكتاب، كما نقف على ملخص مباهج الفكر في الجزء الثاني عشر منه. وعلى ملخص (بهجة الزمن في تاريخ اليمن) لعبد الباقي اليمني في الجزء (31). إضافة إلى تلك الملخصات نقل النويري من أكثر من 76 كتابًا ما بين مخطوط ومطبوع لكبار الأدباء والمنشئين والمؤرخين. بذلك نعلم أن قيمة الكتاب تنحصر في فائدتين :
1. الأجزاء الأخيرة من كتابه التاريخ، وهي الأجزاء التي اعتمدها ابن تغري بردي في مشاهدات النويري.
2. طريقة ترتيب التراث الأدبي للقرون السبعة التي سبقت مولد النويري.

ونترك النويري يحدثنا عن هذه الطريقة بقوله: «فامتطيت جواد المطالعة وركضتُ في ميدان المراجعة، وحيثُ ذلَّ لي مركبها، وصفا لي مشربها، آثرتُ أن أجرِّد كتابًا أستأنس به وأرجع إليه وأعول فيما يعرض لي من المهمات عليه، فاستخرت الله -سبحانه وتعالى- وأثبتُ منها خمسة فنون حسنة الترتيب، بيّنة التقسيم والتبويب، كل فن منها يحتوي على خمسة أقسام.»

## أقسام الكتاب
تشتمل الموسوعة على خمسة فنون :
- السماء والآثار العلوية والأرض والآثار السفلية؛ وهو قسم جغرافي فلكي عام.
- الإنسان.
- الحيوان.
- النبات.
- التاريخ.

والأقسام الأربعة الأولى تشغل اثني عشر مجلدات، أما القسم الخامس، وهو التاريخ، فيشغل واحدًا وعشرين مجلدًا. وقد سرد فيه تاريخ الإنسانية بدءًا من أبى البشر أدم مرورًا بالأنبياء حتى سيد الرسل محمد ومراحل التاريخ الإسلامى المتعددة.